# Odontostoechus lethostigmus
Odontostoechus
Genre
Espèce
Odontostoechus lethostigmus, unique représentant du genre Odontostoechus, est une espèce de poissons d'eau douce téléostéens de la famille des Characidae (ordre des Characiformes).

## Répartition
Odontostoechus lethostigmus se rencontre dans le Sud du Brésil.

## Description
Odontostoechus lethostigmus mesure au maximum 67 mm, queue non comprise.

## Classification
Le genre Odontostoechus et l'espèce Odontostoechus lethostigmus ont été décrits en 1947 par l'ichtyologiste A. Lourenço Gomes (d),.

## Étymologie
Le nom générique, Odontostoechus, dérive du grec ancien ὁδούς, odoús, « dent », et στόχος, stókhos, « rangée », fait référence à l'unique série de dents de ces poissons. Bien que ce soit la règle pour ce type d'espèces, l'auteur a voulu ici marquer la distinction avec l'autre genre décrit dans sa publication, Distoechus, qui, lui, en possède deux. À noter que ce deuxième genre est désormais considéré comme synonyme du genre Deuterodon.
L'épithète spécifique, lethostigmus, dérive du grec ancien λήθη, lếthê, « oubli », et στίγμα, stígma, « marque, point », et fait référence à la tache à la base de la queue qui est faiblement marquée.

## Publication originale
- (en) A. Lourenço Gomes, « A small collection of fishes from Rio Grande do Sul, Brazil », Miscellaneous publications. Museum of Zoology, University of Michigan, Ann Arbor, University of Michigan Press, no 67,‎ 28 novembre 1947, p. 1-39 (ISSN 0076-8405, OCLC 1607508, lire en ligne).